# アパッチ (シャドウズの曲)
「アパッチ」はイギリスの作曲家ジェリー・ローダン (en:Jerry Lordan) が作曲したインストゥルメンタル曲。初めてリリースされたのはイギリスのロック・グループ、シャドウズが1960年6月にレコーディングしたもので、全英シングルチャートで5週にわたって1位を記録、その後も多くのミュージシャンによってカバーされた。イギリスの音楽月刊誌Qの2005年3月の誌面上で「偉大なギター・トラック100」の96位に選出された。

## 誕生
ローダンがメロディを思いつき、1954年のアメリカの西部劇映画「アパッチ」（バート・ランカスター主演）からタイトルを取った。最初のレコーディングはイギリスのギタリスト、バート・ウィードン (en:Bert Weedon) によって行われたがしばらくリリースされなかった。1960年の春、ローダンをサポート・アクトにツアー中だったシャドウズが、ローダンがウクレレで弾いていたこの曲を知り、ローダンの勧めでレコーディングすることになり、結果的にシャドウズ・バージョンが最初に世に出ることになった。

## レコーディング
レコーディングは、ロンドンにあるEMIのアビーロード・スタジオで行われた。ギタリストのハンク・マーヴィンは、スタジオの録音テープを利用したディレイ（エコー）と、ジョー・ブラウンから譲り受けたイタリア製のビンソン・エコレックというエコー・チェンバーを使用し、フェンダー・ストラトキャスターでトレモロ・ユニットを駆使し、奥深いユニークなギター・サウンドを編み出した。ブルース・ウェルチはクリフ・リチャードのギブソン・J-200を借りて印象的なバッキング・リズムを演奏した。ジェット・ハリスのヘヴィなベースギターに乗せたこれらのギター・サウンドは、当時としては非常に斬新なものとなった。トニー・ミーハンとクリフ・リチャードは、曲のはじめとエンディングでチャイニーズ・ドラムを担当し、ネイティブ・アメリカン風味をたっぷりと醸し出すことに成功した。
シャドウズ・バージョンの「アパッチ」は、すすり泣くようなギターと独特のリズムがイギリスでは非常に革新的なものとして受け止められ、ビートルズ登場以前のロックのシングル・レコードの中でも特に他のギタリストに大きな影響を与え、インスピレーションの源となった。

## 主なカバー・バージョン
シャドウズ・バージョンがイギリスのチャートをにぎわせた後、バート・ウィードンのバージョンもイギリスで24位まで上昇した。しかし北米においてはデンマーク出身のジャズ・ギタリスト、ヨルゲン・イングマン(en:Jorgen Ingmann) が1961年にリリースしたバージョンが最も有名である。このバージョンによってアメリカのミュージシャンや聴衆にも知られるようになって以降、この曲は大西洋を挟んでアメリカ、ヨーロッパの多くのインストゥルメンタル・コンボによって採り上げられるようになり、スペインのロス・ペケニケス (1961年)、アメリカのベンチャーズ (1962年)、デイビー・アラン&ジ・アロウズ (1965年) など、有名なカバー・バージョンが誕生した。ソニー・ジェイムスは、1961年にボーカル入りのバージョンをレコーディングした。
1970年に、イギリスのプログレッシブ・ロックグループ、エドガー・ブロートン・バンドは、キャプテン・ビーフハートの「ドロップアウト・ブギ」(Dropout Boogie) と「アパッチ」をミクスチャーした「アパッチ・ドロップアウト」(Apache Dropout) をリリースした。キワモノ的なこのシングルはイギリスのチャートで33位まで上昇した。
インクレディブル・ボンゴ・バンドによる1973年のバージョンは「ヒップホップのナショナル・アンセム（国歌）」と呼ばれた。リリース時には大して話題にはならなかったが、その後の1980年代以降、曲中での長いパーカッション・パートが多くのヒップホップ、ラップ、ダンス・ミュージックでサンプリングされるようになった。